# Bublava
Bublava (deutsch Schwaderbach) ist eine Gemeinde im Karlovarský kraj (Karlsbader Region) in Tschechien.

## Geografie

### Geographische Lage
Der Ort liegt im westlichen Erzgebirge, im böhmischen Vogtland nahe der sächsischen Grenze im Okres Sokolov (Bezirk Falkenau). Im Norden erhebt sich der 936 m hohe Kamenáč (Aschberg), dessen höchste Stelle auf dem Gebiet der Gemeinde liegt. Im Süden liegt der Olověný vrch (Bleiberg), 802 m, mit Aussichtsturm und Bergbaude. Durch den Ort fließt der Bublavský potok (Schwaderbach), der dem Ort seinen Namen gab.

### Nachbargemeinden
|             | Muldenhammer                                |                       |
| Klingenthal | Kompassrose, die auf Nachbargemeinden zeigt | Stříbrná (Silberbach) |
|             | Kraslice (Graslitz)                         |                       |

Direkte Nachbarorte von Bublava sind im Süden Kraslice (Graslitz) mit dem Ortsteil Tisová (Eibenberg) und im Südosten Stříbrná (Silberbach). Im Westen liegt jenseits der Grenze zu Sachsen Klingenthal im Vogtlandkreis.

## Geschichte
Die urkundliche Ersterwähnung des als Köhlersiedlung gegründeten Ortes datiert auf das Jahr 1601. Später bildete der Bergbau die wirtschaftliche Grundlage für die Einwohner des Ortes. Nach dessen Niedergang hielt die Baumwollspinnerei mit zahlreichen Hauswebern Einzug in Schwaderbach. Ein Wirtschaftsaufschwung nach 1870 ließ die Zahl der Einwohner ansteigen. Viele von ihnen fanden Beschäftigung in der Herstellung von Musikinstrumenten in Graslitz oder auch im benachbarten Klingenthal im Musikwinkel. Mit Beginn des zwanzigsten Jahrhunderts entwickelte sich der Fremdenverkehr. Vor allem der Wintersport lockte zahlreiche Besucher an. Der bis dahin kirchlich zu Graslitz gehörende Ort erhielt 1883 eine neue Kirche, wurde allerdings erst 1908 von Graslitz ausgepfarrt. 
Nach dem Münchner Abkommen wurde der Ort dem Deutschen Reich zugeschlagen und gehörte bis 1945 zum Landkreis Graslitz.
Die Einwohnerzahl ging durch die Vertreibung der deutschen Bevölkerung nach dem Ende des Zweiten Weltkrieges drastisch zurück.

### Einwohnerentwicklung
| Jahr | Einwohnerzahl |
| ---- | ------------- |
| 1869 | 2410          |
| 1880 | 2692          |
| 1890 | 3194          |
| 1900 | 3447          |
| 1910 | 3914          |

| Jahr | Einwohnerzahl |
| ---- | ------------- |
| 1921 | 3695          |
| 1930 | 4106          |
| 1950 | 0675          |
| 1961 | 0668          |
| 1970 | 0533          |

| Jahr | Einwohnerzahl |
| ---- | ------------- |
| 1980 | 363           |
| 1991 | 260           |
| 2001 | 336           |
| 2011 | 344           |

## Kultur und Sehenswürdigkeiten
- Olověný vrch (Bleiberg)
- Kriegerdenkmal
- Denkmal für die Opfer des Faschismus

## Wirtschaft
Bublava ist heute vor allem durch sein Ski- und Snowboardgebiet am Olověný vrch (Bleiberg) bekannt.
Im Jahre 1999 wurde durch die Gemeinde die Errichtung eines „Aquapark“ genannten Freizeitzentrums in Auftrag gegeben. Der Bau wurde begonnen, wegen der Einstellung staatlicher Fördermittelzahlungen aber nie fertiggestellt. Heute steht das Objekt als Investruine im Ort und bereitet Bublava wegen offener Forderungen der Baufirma große finanzielle Probleme.

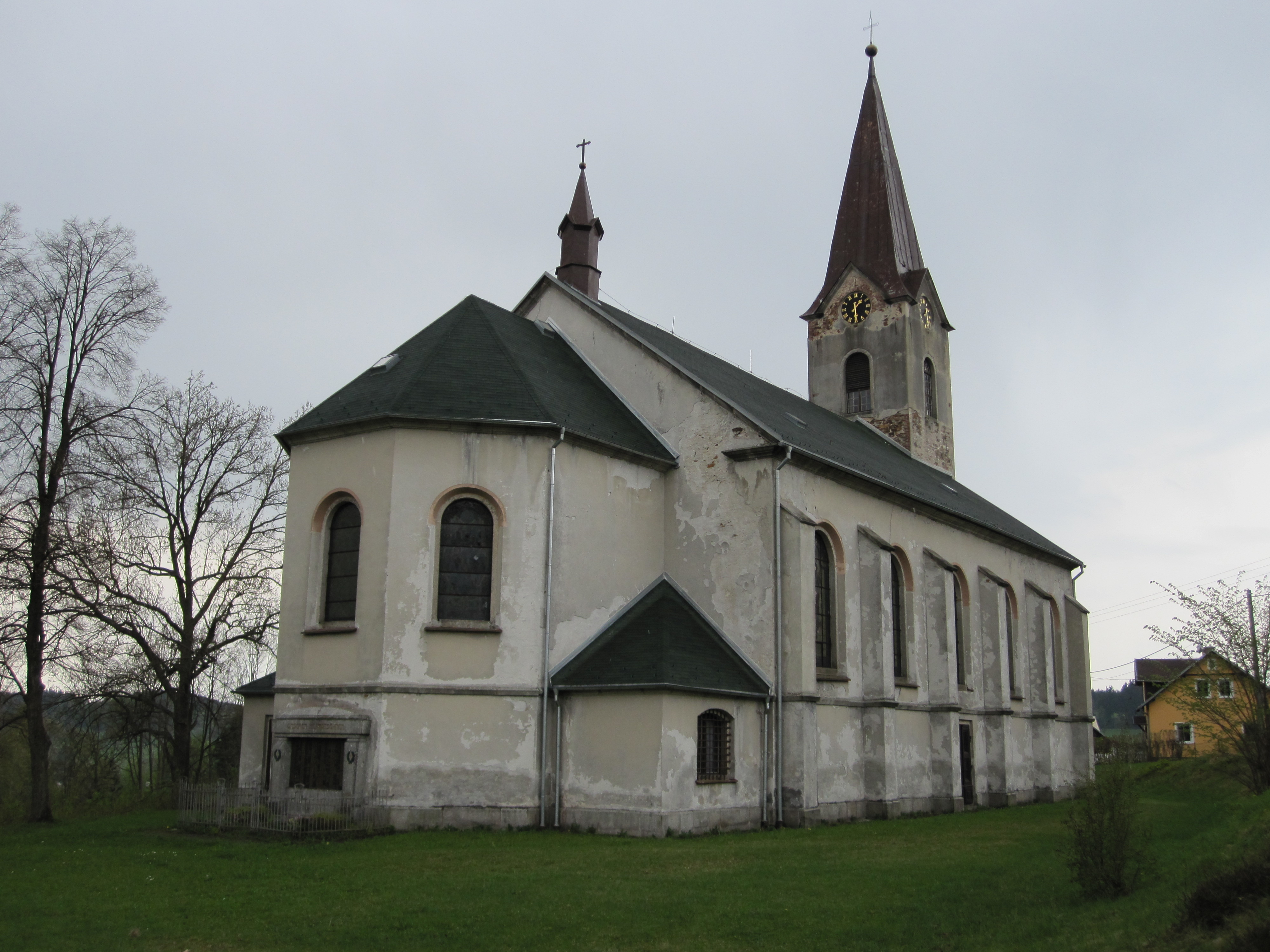
Maria-Himmelfahrt-Kirche in Bublava
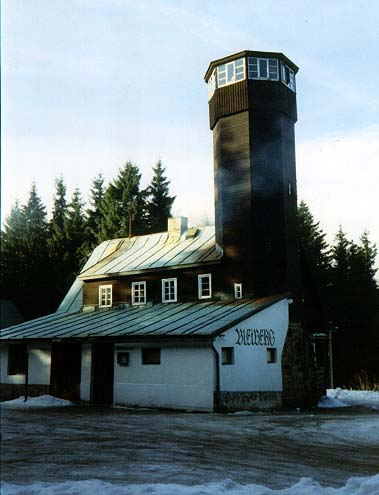
Gaststätte mit Aussichtsturm auf dem Olověný vrch
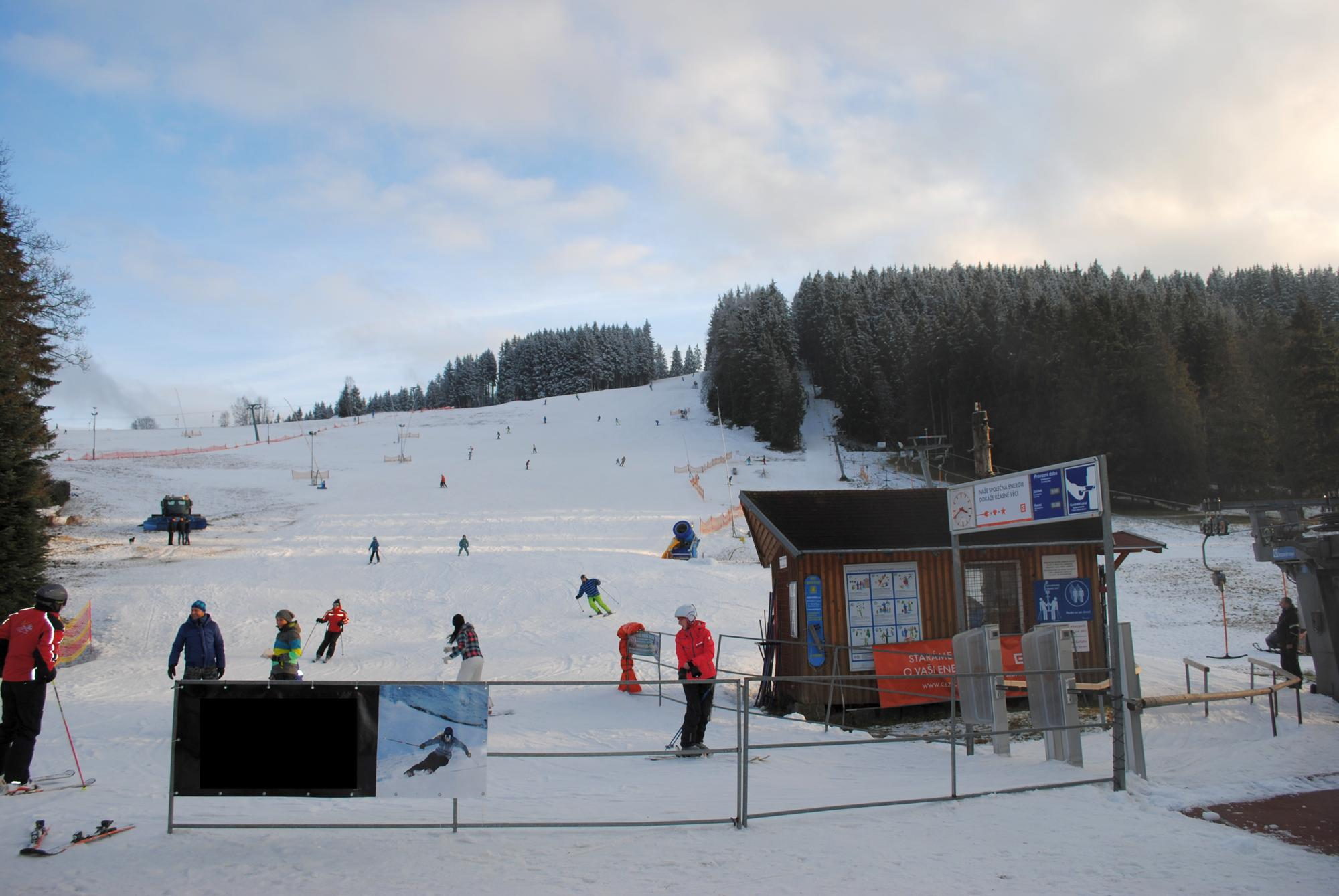
Skigebiet am Olověný vrch